# Livetime (álbum de Hall & Oates)
Livetime es el primer álbum en vivo del dúo norteamericano Hall & Oates, el concierto fue grabado en "Hersheypark Arena", Filadefia, Estados Unidos el 8 de diciembre de 1977 y fue lanzado el 16 de mayo de 1978. El álbum alcanzó el puesto número 42 en el Billboard 200 y el 76 del Kent Music Report en Australia.[cita requerida]

## Lista de canciones
1. "Rich Girl" - 3:55
2. "The Emptyness" - 3:46
3. "Do What You Want, Be What You Are" - 6:55
4. "I'm Just a Kid (Don't Make Me Feel Like a Man)" - 5:26
5. "Sara Smile" - 7:54
6. "Abandoned Luncheonette" - 6:07
7. "Room to Breathe" - 4:40